# Sofija Nadyršina
Sofija Valer'evna Nadyršina (in russo София Валерьевна Надыршина?) (Južno-Sachalinsk, 14 maggio 2003) è una snowboarder russa, campionessa del mondo di slalom parallelo a Rogla 2021.

## Biografia
Sofija Nadyršina ha debuttato a livello internazionale il 26 gennaio 2019, terminando sul podio al 2⁰ posto lo slalom gigante parallelo di Coppa Europa disputatosi a Lachtal; il giorno successivo ha ottenuto la sua prima vittoria nel circuito continentale nella medesima specialità. Nell'aprile dello stesso anno, ai Campionati mondiali juniores di snowboard di Rogla 2019 ha vinto la medaglia d'argento nel gigante parallelo.
Il 7 dicembre 2019 ha esordito in Coppa del Mondo a Bannoye in Slalom parallelo, senza qualificarsi per la gara; il giorno seguente ha ottenuto i primi punti nel massimo circuito, chiudendo al 12⁰ posto lo slalom gigante parallelo nella stessa località russa. L'11 gennaio 2020 è salita per la prima volta sul podio di Coppa del Mondo, terminando 2ª il gigante parallelo di Scuol vinto dalla tedesca Ramona Theresia Hofmeister. Ai Mondiali juniores di Lachtal 2020 ha vinto sia il gigante parallelo, sia lo slalom parallelo. Nel dicembre dello stesso anno ha ottenuto a Scuol la prima vittoria in Coppa del Mondo, in gigante parallelo. Ai Campionati mondiali di snowboard di Rogla 2021 ha vinto la medaglia d'oro nello slalom parallelo, e d'argento nel gigante parallelo. Ai Mondiali juniores di Krasnojarsk 2021 ha nuovamente vinto entrambe le gare di snowboard alpino.

## Palmarès

### Mondiali
- 2 medaglie:
  - 1 oro (slalom parallelo a Rogla 2021)
  - 1 argento (slalom gigante parallelo a Rogla 2021)

### Mondiali juniores
- 5 medaglie:
  - 4 ori (slalom parallelo, slalom gigante a Lachtal 2020; slalom parallelo, slalom gigante parallelo a Krasnojarsk 2021)
  - 1 argento (slalom gigante parallelo a Rogla 2019)

### Coppa del Mondo
- Miglior piazzamento nella Coppa del Mondo di parallelo: 2ª nel 2021
- Miglior piazzamento nella Coppa del Mondo di slalom gigante parallelo: 2ª nel 2021
- Miglior piazzamento nella Coppa del Mondo di slalom parallelo: 2ª nel 2021
- 9 podi:
  - 3 vittorie
  - 5 secondi posti
  - 1 terzo posto

#### Coppa del Mondo - vittorie
| Data             | Luogo       | Paese    | Categoria |
| ---------------- | ----------- | -------- | --------- |
| 9 gennaio 2021   | Scuol       | Svizzera | PGS       |
| 12 gennaio 2021  | Bad Gastein | Austria  | PSL       |
| 11 dicembre 2021 | Bannoye     | Russia   | PGS       |

Legenda:

PGS = slalom gigante parallelo

PSL = slalom parallelo